# Kansas City Red Wings
Die Kansas City Red Wings waren ein US-amerikanisches Eishockeyfranchise der Central Hockey League aus Kansas City, Missouri.  

## Geschichte
Die Kansas City Red Wings nahmen zur Saison 1977/78 den Spielbetrieb in der Central Hockey League auf, in der sie das neue Farmteam der Detroit Red Wings aus der National Hockey League waren, nachdem diese die Kooperation mit den Rhode Island Reds aus der American Hockey League beendet hatten. In Kansas City füllten die Red Wings die Lücke, die die Kansas City Blues 1977 hinterlassen hatten. In ihrer Premierenspielzeit verpassten die Kansas City Red Wings die Playoffs um den Adams Cup als Fünfter nach der regulären Saison noch. In der Saison 1978/79 erreichten sie in der regulären Saison den dritten Platz und scheiterten anschließend in der ersten Playoff-Runde. 
Zur Saison 1979/80 gründete Detroit ein neues AHL-Farmteam namens Adirondack Red Wings, woraufhin die Kansas City Red Wings nach zwei Jahren den Spielbetrieb wieder einstellten. Erst 1990 nahm mit den Kansas City Blades aus der International Hockey League wieder eine Mannschaft aus der Stadt den Spielbetrieb im professionellen Eishockey auf.

## Saisonstatistik
Abkürzungen: GP = Spiele, W = Siege, L = Niederlagen, T = Unentschieden, OTL = Niederlagen nach Overtime SOL = Niederlagen nach Shootout, Pts = Punkte, GF = Erzielte Tore, GA = Gegentore, PIM = Strafminuten
| Saison  | GP | W  | L  | T | OTL | SOL | Pts | GF  | GA  | Platz   | Playoffs                       |
| 1977–78 | 76 | 33 | 40 | 3 | —   | —   | 69  | 266 | 257 | 5., CHL | nicht qualifiziert             |
| 1978–79 | 76 | 37 | 36 | 3 | —   | —   | 77  | 301 | 306 | 3., CHL | Niederlage in der ersten Runde |

## Bekannte Spieler
- Mike Bloom
- Ted Nolan
- Bjørn Skaare